# 조현 (전한)
조현(趙玄, ? ~ ?)은 전한 말기의 관료이자 유학자로, 자는 소평(少平)이며 동군 사람이다.

## 행적
원연 3년(기원전 10년), 상서복야(尙書僕射)에서 광록훈으로 승진하였다.
수화 원년(기원전 8년), 태자태부에 임명되었다. 이때 성제는 초효왕의 손자 유경을 정도왕(定陶王)에 봉하여 정희(丁姬)를 모시게 하였다. 태자 유흔은 성제에게 감사를 표하려 하였는데, 태자소부 염숭은 《춘추》를 인용하며 반대하였고 조현은 찬성하였다. 유흔은 조현의 의견을 받아들여 성제에게 감사장을 보냈으나 도리어 성제는 조서를 내려 그 이유를 물었고, 상서(尙書)의 탄핵을 받아 조현은 중소부(中少府)로 좌천되고 사단이 태자태부가 되었다.
건평 2년(기원전 5년), 부태후는 승상 주박에게 평소 자신이 원망하던 부희를 탄핵할 것을 사주하였다. 주박에게 사실을 전해들은 어사대부 조현은 처음에는 반대하였으나, 주박이 설득하니 동참하였다. 주박은 부희만 탄핵하는 것을 불안하게 여겨, 예전에 죄를 짓고 쫓겨난 하무도 함께 탄핵하였다.
그러나 애제는 부태후가 부희와 사이가 나빴음을 알았기 때문에, 이를 의심하여 조현을 추궁하였다. 조현은 모두 사실대로 말하였고, 대신들은 조현과 주박을 탄핵하였다. 조현은 사형에서 3등급이 감면되었고, 주박은 스스로 목숨을 끊었다.

## 출전
- 반고, 《한서》
  - 권19하 백관공경표 下
  - 권83 설선주박전
  - 권88 유림전
  - 권97하 외척전 下